# Moraea vespertina
Moraea vespertina är en irisväxtart som beskrevs av Peter Goldblatt och John Charles Manning. Moraea vespertina ingår i släktet Moraea och familjen irisväxter. Inga underarter finns listade i Catalogue of Life.